# Atom’s Last Shot
Atom’s Last Shot (Originaltitel: アトムの童) ist eine japanische Fernsehserie mit Kento Yamazaki in der Hauptrolle. In Japan fand die Premiere der Serie am 16. Oktober 2022 auf TBS statt. Im deutschsprachigen Raum erfolgte die Erstveröffentlichung der Serie am 12. April 2023 durch Disney+ via Star als Original.

## Handlung
Nayuta Azumi, ein junger Videospielentwickler, hat einst zusammen mit seinem Freund Hayato Sugō das sehr populäre und zum gegenwärtigen Zeitpunkt immer noch sehr erfolgreiche Indie-Game 'Downwell' entwickelt und unter dem Pseudonym „John Doe“ auf den Markt gebracht, ohne das Zutun zahlungskräftiger Großkonzerne oder großer Publisher. Nach einem einschneidenden Erlebnis beschloss Nayuta, der Videospielbranche als Konsequenz den Rücken zu kehren und ein zurückgezogenes Leben zu führen. Seither sind viele Jahre vergangen. In der Gegenwart kämpft Umi Tominaga, die in dritter Generation den alteingesessenen und eher klassischen Spielzeughersteller Atom leitet, gegen den Bankrott. Umi hat einen Plan und will die Videospielbranche als neues Geschäftsfeld erschließen, um so die Auflösung des schlecht laufenden Unternehmens zu verhindern. Dazu will sie „John Doe“ für ihr Vorhaben gewinnen, der noch immer als „Banksy der Videospielbranche“ gilt. Nachdem sie „John Doe“ und damit auch Nayuta ausfindig machen konnte, gelang es Umi nach einiger Überzeugungsarbeit, Nayuta für ihre Sache zu gewinnen. Doch das neu formierte Team hat noch einen weiten Weg vor sich. Unzählige Herausforderungen warten an jeder Ecke auf sie, und die Vergangenheit sowie neue Probleme folgen ihnen auf Schritt und Tritt.

## Besetzung

### Hauptdarsteller
| Rolle          | Schauspieler     |
| -------------- | ---------------- |
| Nayuta Azumi   | Kento Yamazaki   |
| Hayato Sugō    | Kōhei Matsushita |
| Umi Tominaga   | Yukino Kishii    |
| Okitsu Akihiko | Joe Odagiri      |

### Nebendarsteller
| Rolle                            | Schauspieler      |
| -------------------------------- | ----------------- |
| Erzählerstimme                   | Matsunojō Kanda   |
| Umi Tominaga (Mittelstufenalter) | Tsugu Sasaki      |
| Umi Tominaga (Kind)              | Misaki Nakano     |
| Satoshi Morita                   | Dai Okabe         |
| Kanae Ogata                      | Naho Toda         |
| Kōya Ogata                       | Shuntarō Yanagi   |
| Eiji Kagami                      | Muga Tsukaji      |
| Kengo Yaegashi                   | Denden            |
| Shigeo Tominaga                  | Morio Kazama      |
| Aki Sagara                       | Hyunri            |
| Masaru Ide                       | Tōru Baba         |
| Makoto Yoshizaki                 | Shinji Rokkaku    |
| Ken’yū Oyamada                   | Sarutoki Minagawa |
| Yui Sugino                       | Ai Iinuma         |

## Episodenliste
| Nr. | Deutscher Titel                                                  | Originaltitel                            | Erstausstrahlung (TBS) | Deutschsprachige Erstveröffentlichung (D/A/CH) | Regie            | Drehbuch             | Zuschauer (Japan) |
| --- | ---------------------------------------------------------------- | ---------------------------------------- | ---------------------- | ---------------------------------------------- | ---------------- | -------------------- | ----------------- |
| 1   | Level 1: Nehmt mich für voll! Einstieg in die Videospielbranche! | Stage1 バカにするなよ!!ゲーム産業へ挑戦! | 16. Okt. 2022          | 12. Apr. 2023                                  | Shingo Okamoto   | Marie Kamimori       | 8,9 %             |
| 2   | Level 2: Der Feind ist ein alter Freund                          | Stage2 敵はかつての親友                  | 23. Okt. 2022          | 12. Apr. 2023                                  | Shingo Okamoto   | Marie Kamimori       | 10,6 %            |
| 3   | Level 3: Nachricht von der Bank                                  | Stage3 銀行からの使者                    | 30. Okt. 2022          | 12. Apr. 2023                                  | Daisuke Yamamuro | Marie Kamimori       | 9,1 %             |
| 4   | Level 4: Spielunterbrechung                                      | Stage4 タイムアウト                      | 6. Nov. 2022           | 12. Apr. 2023                                  | Maiko Ōuchi      | Marie Kamimori       | 10,4 %            |
| 5   | Level 5: Unter Dach und Fach                                     | Stage5 買収完了                          | 13. Nov. 2022          | 12. Apr. 2023                                  | Shingo Okamoto   | Marie Kamimori       | 9,3 %             |
| 6   | Level 6: Neustart                                                | Stage6 再始動                            | 20. Nov. 2022          | 12. Apr. 2023                                  | Yoshiaki Tago    | Shun'ichi Hatakeyama | 9,3 %             |
| 7   | Level 7: Hilferuf vom Erzfeind                                   | Stage7 宿敵からのSOS                     | 27. Nov. 2022          | 12. Apr. 2023                                  | Daisuke Yamamuro | Marie Kamimori       | 8,9 %             |
| 8   | Level 8: Erster Teil des Finales – Kampf um Atom                 | Stage8 最終章前編～アトム奪還計画        | 4. Dez. 2022           | 12. Apr. 2023                                  | Maiko Ōuchi      | Marie Kamimori       | 9,6 %             |
| 9   | Letztes Level: Zweiter Teil des Finales – Kampf um Atom          | Last Stage 最終章後編〜アトム奪還計画    | 11. Dez. 2022          | 12. Apr. 2023                                  | Shingo Okamoto   | Marie Kamimori       | 10,2 %            |